# 女子十二楽坊 〜Beautiful Energy〜
『女子十二楽坊 〜Beautiful Energy〜』（じょしじゅうにがくぼう ビューティフル・エナジー）は、2003年7月24日にプラティア・エンタテインメント（当時はキングレコードが配給。現在はEMIミュージック・ジャパンに発売元が移行）よりリリースされた女子十二楽坊の日本デビュー・アルバム。
2003年9月18日、出荷枚数100万枚を突破。

## 収録曲

### ディスク1 (CD)
1. 奇跡
2. 自由
3. 世界に一つだけの花
4. 香格里拉
5. 五拍
6. 川の流れのように
7. 女児夢
8. 阿拉木汗
9. 劉三姐
10. ラブ・ストーリーは突然に
11. 山水
12. 七拍
13. 紫禁城
14. 無詞
15. 地上の星

### ディスク2 (DVD)
1. 自由
2. 奇跡